# Guido Luca Ferrero
Guido Luca Ferrero (Torino, 18 maggio 1537 – Roma, 16 maggio 1585) è stato un cardinale italiano.

## Biografia
Nacque a Torino il 18 maggio 1537 da Sebastiano Ferrero e Maddalena Borromeo (zia di Carlo Borromeo).
Vescovo di Vercelli, il 2 gennaio 1566 istituì il seminario vescovile in attuazione dei decreti del Concilio di Trento.
Legato di Romagna dal 1581 fino alla sua morte.
Venne elevato alla dignità cardinalizia da papa Pio IV nel concistoro del 12 marzo 1565.
Partecipò a tre conclavi:
- Conclave del 1565/1566  che elesse Pio V.
- Conclave del 1572 che elesse Gregorio XIII.
- Conclave del 1585 che elesse Sisto V.